# Midjourney
Midjourney es un laboratorio independiente de investigación, y el nombre de un programa de inteligencia artificial, con el cual sus usuarios pueden crear imágenes a partir de descripciones textuales, similar a Dall-e de OpenAI y al Stable Diffusion de código abierto.
La herramienta funcionó bajo versión de beta cerrada hasta que el 13 de julio de 2022 el laboratorio anunció el comienzo de una beta abierta. El equipo de Midjourney está dirigido por David Holz, cofundador de Leap Motion. Los usuarios pueden crear obras de arte con Midjourney dando órdenes a un bot alojado en la plataforma Discord, ya sea enviando mensajes directos o invitando a dicho bot a un servidor de terceros.

## Historia
Midjourney entró por primera vez en beta abierta el 12 de julio de 2022.
La empresa ha estado trabajando para mejorar sus algoritmos, lanzando nuevas versiones cada pocos meses. La versión 2 de su algoritmo se lanzó en abril de 2022 y la versión 3 en julio. El 10 de noviembre de 2022 se lanzó a los usuarios la iteración alfa de la versión 4, y el 15 de marzo de 2023 fue lanzada la versión 5 (en fase beta). La versión 5.2, lanzada en junio de 2023, tuvo como novedad la introducción de la función de outpainting o zoom out, que permite extender el campo de visión original de una imagen. El 21 de diciembre de 2023 se lanzó la iteración alfa de la versión 6. El modelo, que se entrenó desde cero durante nueve meses, trajo mejoras en la reproducción de texto y una interpretación más literal de las instrucciones.

## Equipo
Son un pequeño equipo autofinanciado centrado en el diseño, la infraestructura humana y la IA. Tienen 11 empleados a tiempo completo y un conjunto de asesores.
Ejecutivos:
- David Holz (fundador de Leap Motion, investigador de la NASA, Max Planck).

Asesores:
- Jim Keller (ingeniero de microprocesadores de Apple, AMD, Tesla, Intel, coautor de x86-64, CTO Tenstorrent).
- Nat Friedman (CEO de GitHub, presidente de la Fundación GNOME).
- Philip Rosedale (fundador de Second Life, CTO RealNetworks).
- Bill Warner (fundador de Avid Technology, inventor de la edición de video no lineal).

## Funcionamiento
Por el momento sólo se puede acceder a Midjourney mediante un bot en su Discord oficial, enviando mensajes directos al bot o invitando al bot a un servidor de terceros. Para generar imágenes, los usuarios utilizan el comando /imagine y escriben una descripción o estímulo (prompt en inglés), como en otras herramientas de generación de arte mediante inteligencia artificial. Por ejemplo:
/imagine futuristic building with trees
El bot generará una vista previa con cuatro imágenes, y los usuarios podrán elegir entre generar otras variantes de cada una de ellas, generar la imagen deseada con una mayor resolución o bien descartar los cuatro diseños y solicitar cuatro imágenes completamente distintas.
Además del comando /imagine, Midjourney dispone de muchos otros comandos que se pueden enviar al bot de Discord, como por ejemplo /blend, que permite al usuario combinar dos imágenes.
Midjourney se podía probar de forma gratuita hasta finales de marzo de 2023, fecha en la que se cerró esta opción debido a "una demanda extraordinaria" y "abuso" por parte de los usuarios. Hasta entonces, Midjourney permitía que cualquier persona que se registrara en Discord pudiera generar hasta 25 imágenes de manera gratuita. Los usuarios de la versión de pago pueden elegir entre cuatro modelos de suscripción, que varían en función del número de minutos de computación disponibles, es decir, el tiempo que consume el bot para crear la imagen.

### Comandos utilizados con frecuencia por Midjourney
Hay una serie de ajustes, preferencias, parámetros y comandos que los usuarios pueden utilizar en el servidor de Midjourney para relacionarse con el bot. De los comandos básicos, los más comunes son:
- /imagine - genera una matriz de 4 imágenes a partir de una descripción textual
- /relax - las creaciones son gratuitas, pero el tiempo de espera para la generación de imágenes es mayor
- /fast - prioriza la capacidad de generación, pero es más caro
- /private - las creaciones son privadas
- /public - las creaciones son públicas
- /help - proporciona información sobre el bot
- /info - proporciona información sobre el perfil del usuario
- /settings - permite ver y cambiar las preferencias actuales mediante unos botones
- /subscribe - crea un enlace único a la página de suscripción de la cuenta de Discord actual

## Usos
Según la visión de su fundador, David Holz, en declaraciones a The Register, los artistas utilizan Midjourney para crear prototipos rápidos de conceptos artísticos que puedan mostrar a los clientes antes de empezar a trabajar ellos mismos. Algunos artistas han acusado a Midjourney de devaluar el trabajo creativo original, ya que su conjunto de datos de entrenamiento incluye obras artísticas con derechos de autor.
Las potencialidades del software basado en inteligencia artificial como Midjourney, DALL-E y Stable Diffusion, entre otros, pueden tener grandes aplicaciones en la industria publicitaria. La capacidad de estas herramientas de IA para crear imágenes personalizadas y únicas en poco tiempo puede reducir el tiempo de producción y los costos en comparación con la creación manual de imágenes por parte de diseñadores y artistas.

### Usos destacados y polémicas

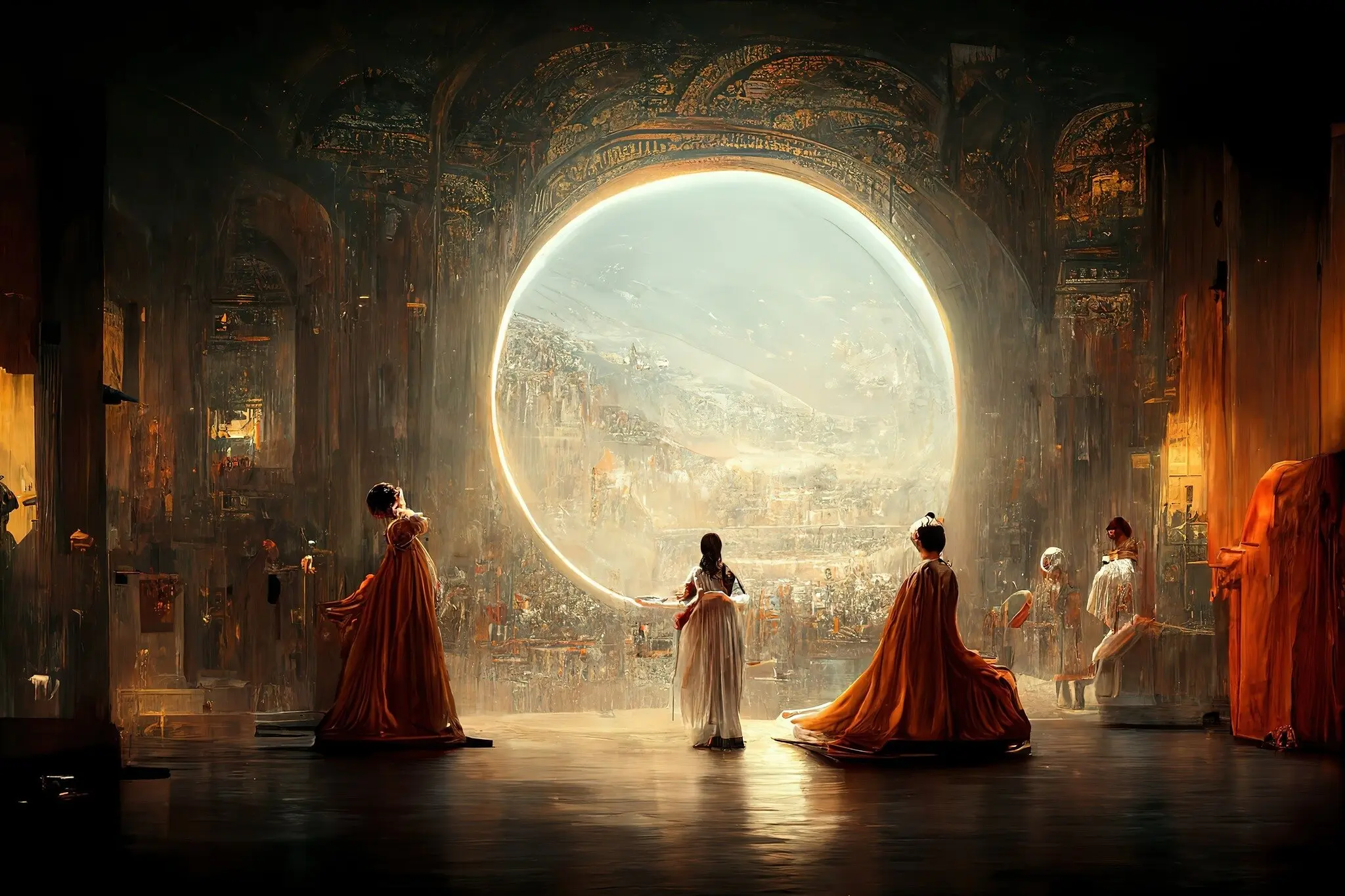
Théâtre d'Opéra Spatial, una imagen generada por Midjourney que ganó el primer premio en un concurso de arte digital.

El programa fue utilizado por la revista británica The Economist para crear la portada de un número de junio de 2022. En Italia, el Corriere della Sera, uno de los principales diarios del país, publicó en agosto de 2022 un cómic creado con Midjourney, firmado por el escritor Vanni Santoni. Charlie Warzel utilizó Midjourney para generar dos imágenes de Alex Jones para un boletín de la revista estadounidense The Atlantic. El hecho de publicar una portada generada por inteligencia artificial suscitó críticas de personas que consideraban que se estaba devaluando el trabajo de los artistas ilustradores. Esta polémica provocó que Warzel considerase "un error" su decisión de usar imágenes generadas por inteligencia artificial. El programa de la HBO Last Week Tonight with John Oliver incluyó en un segmento de 10 minutos dedicado a la inteligencia artificial varias imágenes creadas con Midjourney en un episodio emitido en agosto de 2022.
Una imagen de Midjourney llamada Théâtre d'Opéra Spatial ganó el primer puesto en un concurso de arte digital de la Feria Estatal de Colorado (EE. UU.), en su edición de 2022. Jason Allen, que escribió la descripción que llevó a Midjourney a generar la imagen, imprimió la imagen en un lienzo y la presentó al concurso con el nombre "Jason M. Allen v. Midjourney". Algunos artistas digitales se mostraron molestos por la noticia. Allen no se disculpó e insistió en que había seguido las reglas del concurso. Los dos jueces de la categoría desconocían que Midjourney utilizaba la inteligencia artificial para generar imágenes, aunque después dijeron que si lo hubiesen sabido, habrían otorgado a Allen el primer premio de todos modos.

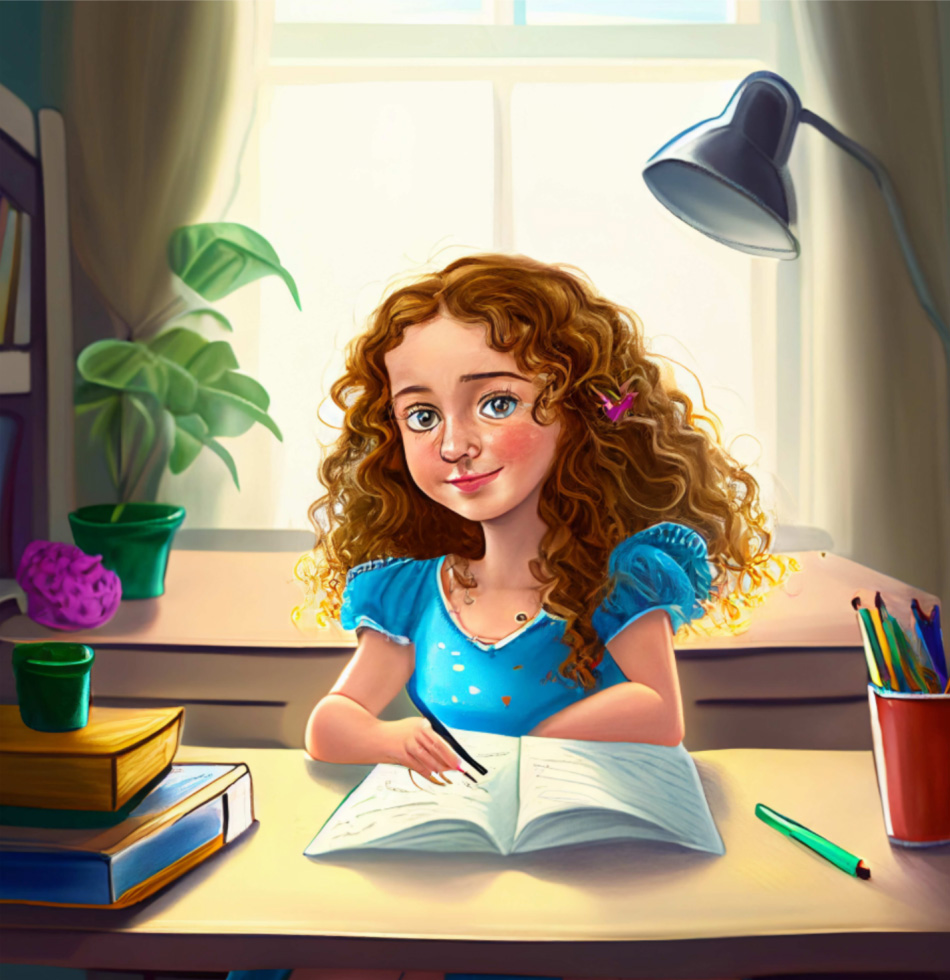
Una ilustración de Alice and Sparkle, un libro infantil ilustrado por Midjourney. TIME describe esta imagen como "una muestra de los límites de la tecnología basada en la IA. La ilustración presenta varios defectos evidentes, como que el personaje parece tener garras".

En diciembre de 2022 se utilizó Midjourney para crear las ilustraciones de un libro infantil en un solo fin de semana. El libro, titulado Alice and Sparkle, cuenta la historia de una niña que construye un robot que adquiere conciencia de sí mismo. Su creador, Ammaar Reeshi, pasó horas ajustando las instrucciones dadas a Midjourney y descartando cientos de resultados hasta que escogió las 13 ilustraciones definitivas del libro. Tanto el proceso como el producto suscitaron críticas; según un artista: "El principal problema... es que se ha elaborado tomando como base el trabajo de los artistas. Son nuestras creaciones, los estilos característicos que nosotros hemos creado y que no hemos dado nuestro consentimiento para que se utilicen".

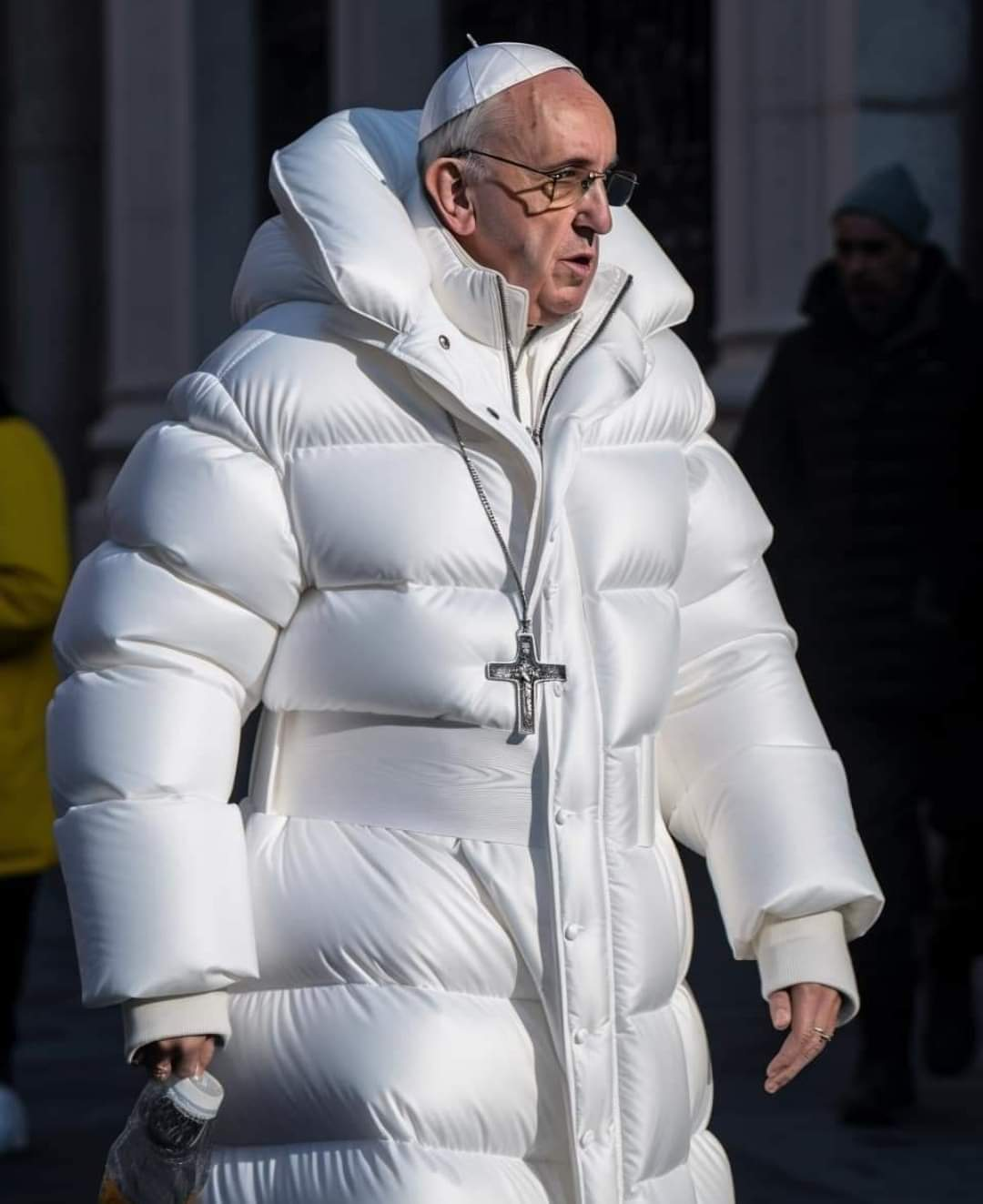
Una imagen falsa creada por Midjourney del Papa Francisco con un abrigo acolchado, que se hizo viral en 2023.

El 15 de marzo de 2023, a raíz del lanzamiento de la versión 5, la propia compañía anunció que comenzaría a publicar una revista mensual para mostrar y celebrar la creatividad de la comunidad que han construido.
Mientras que en 2022 todavía era relativamente fácil detectar una foto falsa generada por IA, en 2023 las fotos generadas por IA alcanzaron un nivel de realismo tal que podrían ser confundidas con fotos reales a primera vista. Como resultado, se produjo una ola de "fotos" generadas por IA que se creían inicialmente como fotos reales por muchos espectadores. Una imagen generada por Midjourney que se volvió especialmente conocida mostraba al Papa Francisco con un elegante abrigo blanco de invierno. El fotógrafo Boris Eldagsen ganó el primer lugar en la categoría "Creativa" en el concurso Sony World Photography Awards 2023. La imagen premiada que presentó fue creada utilizando inteligencia artificial. Sin embargo, después de recibir el premio, él decidió rechazarlo. Aunque había insinuado previamente al concurso que la imagen no era una fotografía convencional, al rechazar el premio buscaba fomentar un debate sobre el papel de la inteligencia artificial en el arte.
Diversos estudios apuntan a que las imágenes generadas por Midjourney pueden presentar sesgos. Por ejemplo, en un estudio incluso las instrucciones "neutras" arrojaron resultados desiguales en lo que respecta al sexo, el color de la piel y la ubicación.

## Ejemplos
A continuación se muestran algunos ejemplos de imágenes que Midjourney es capaz de generar. Las instrucciones o prompts correspondientes se encuentran en la página de descripción de cada imagen.

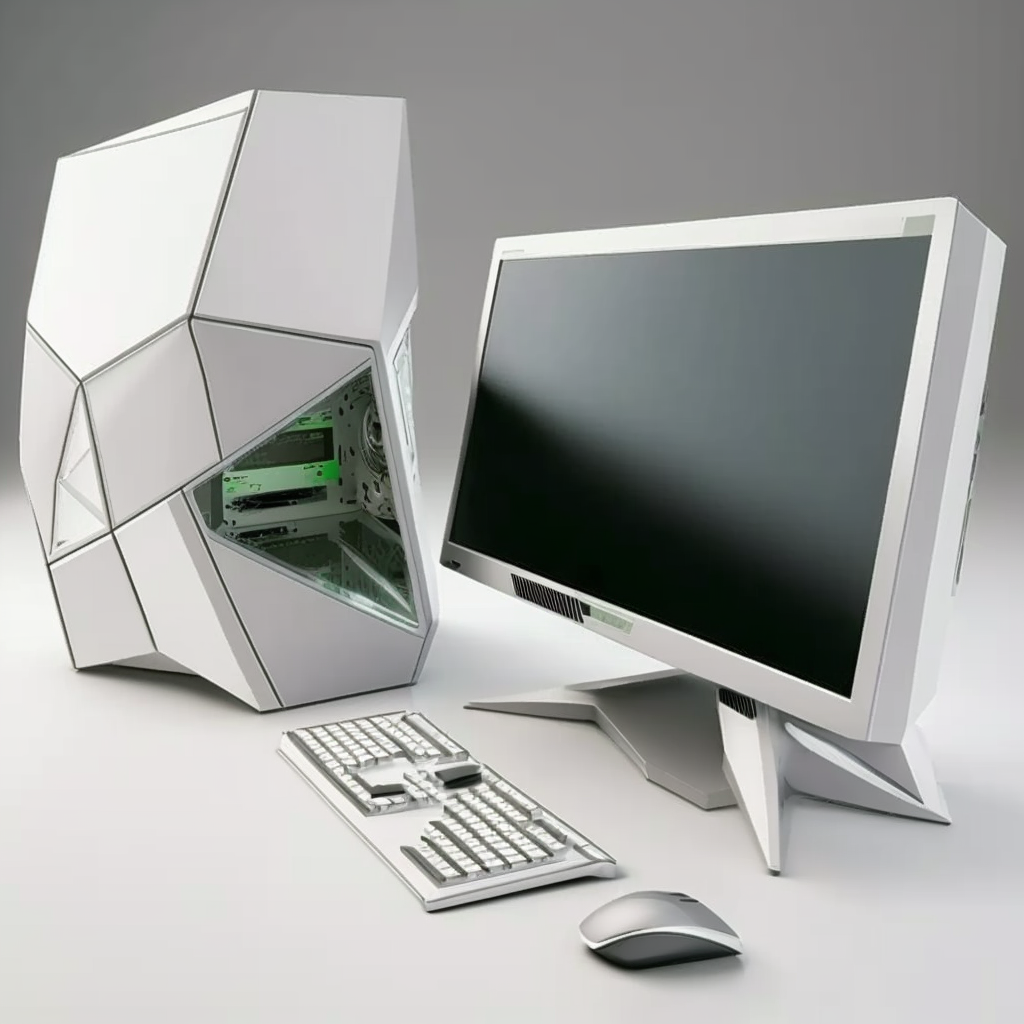
Midjourney puede crear imágenes de objetos, como por ejemplo un computador futurista.
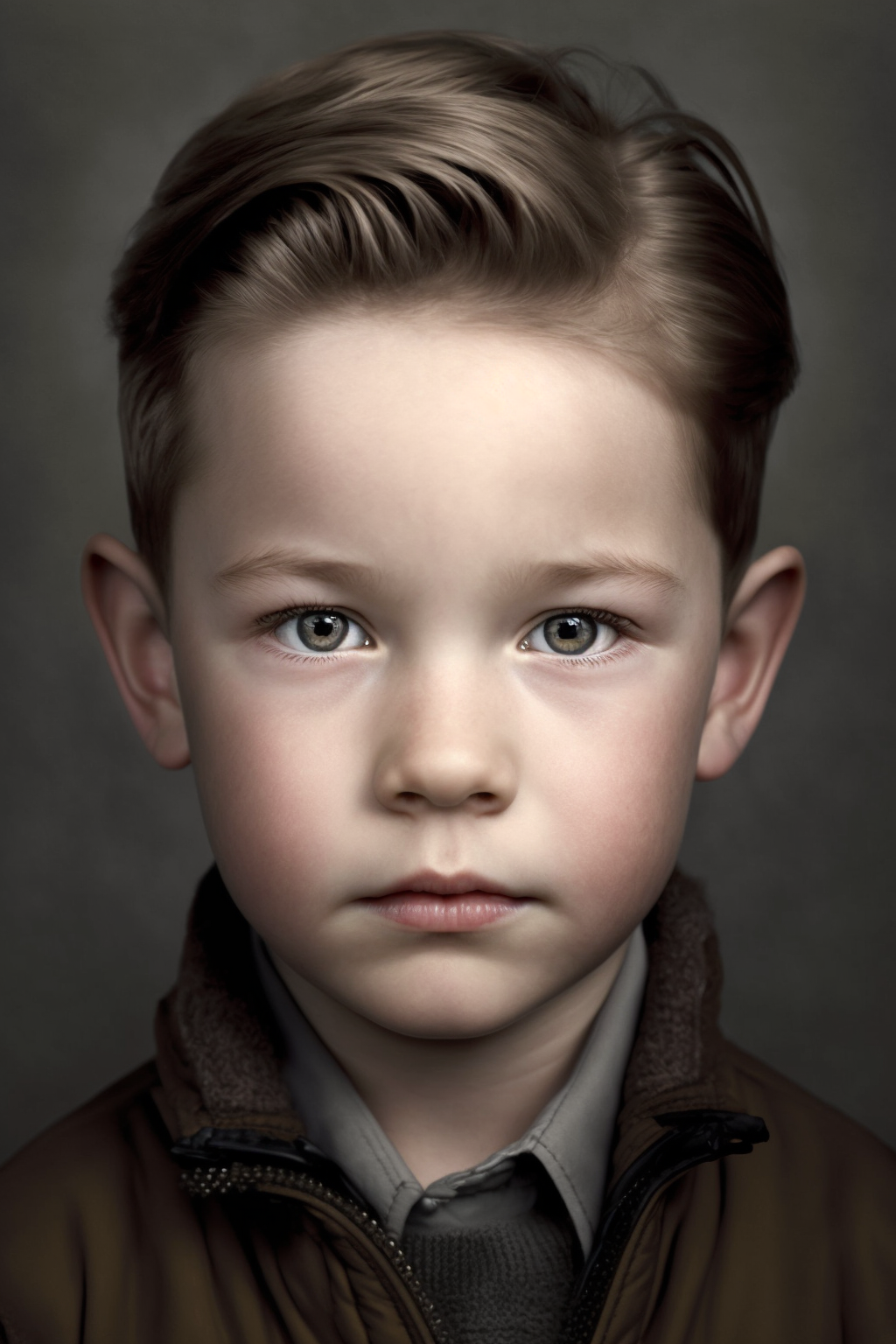
Midjourney puede crear imágenes de personas ficticias, como este niño de 8 años.
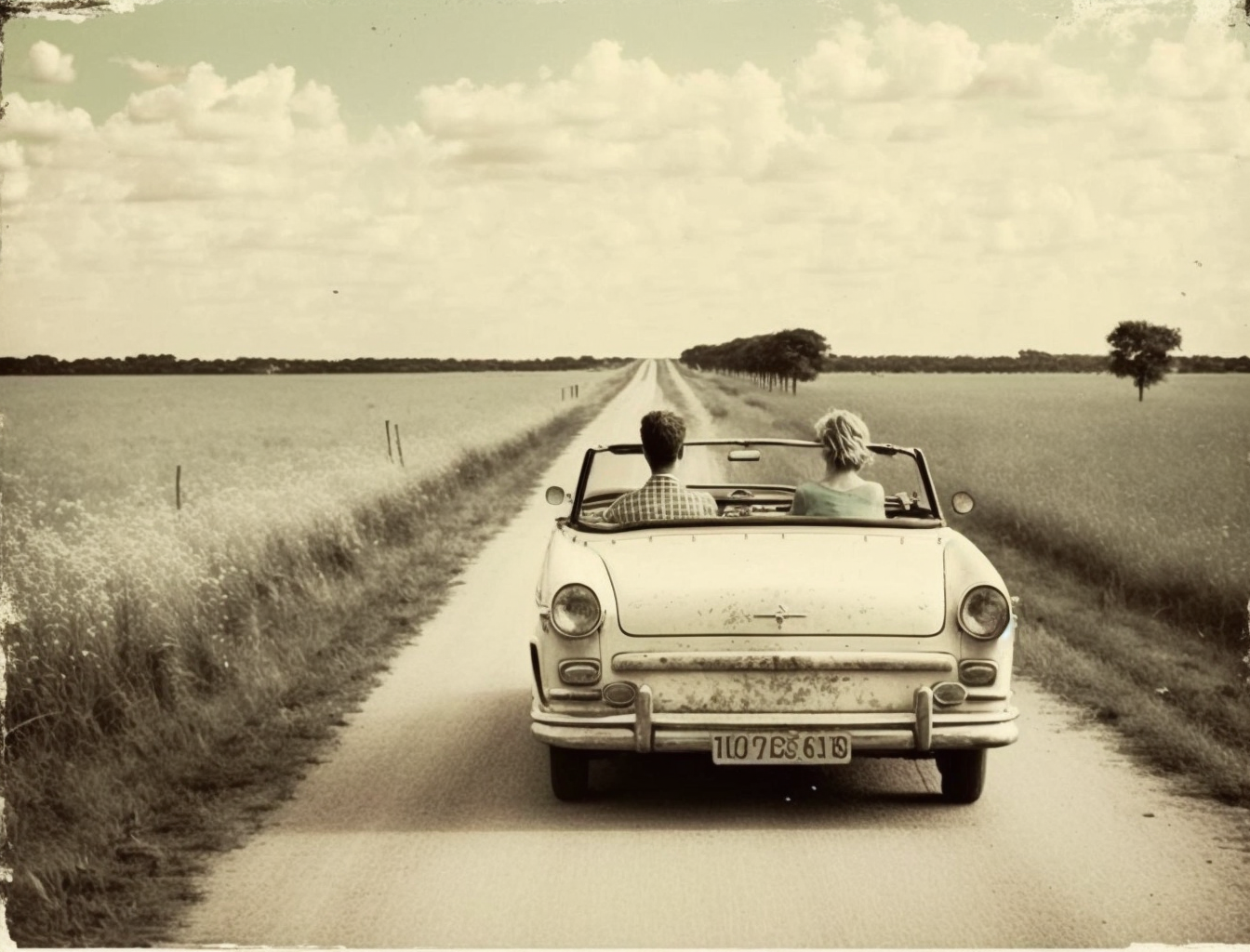
Midjourney puede crear fotos "antiguas" que parecen reales.
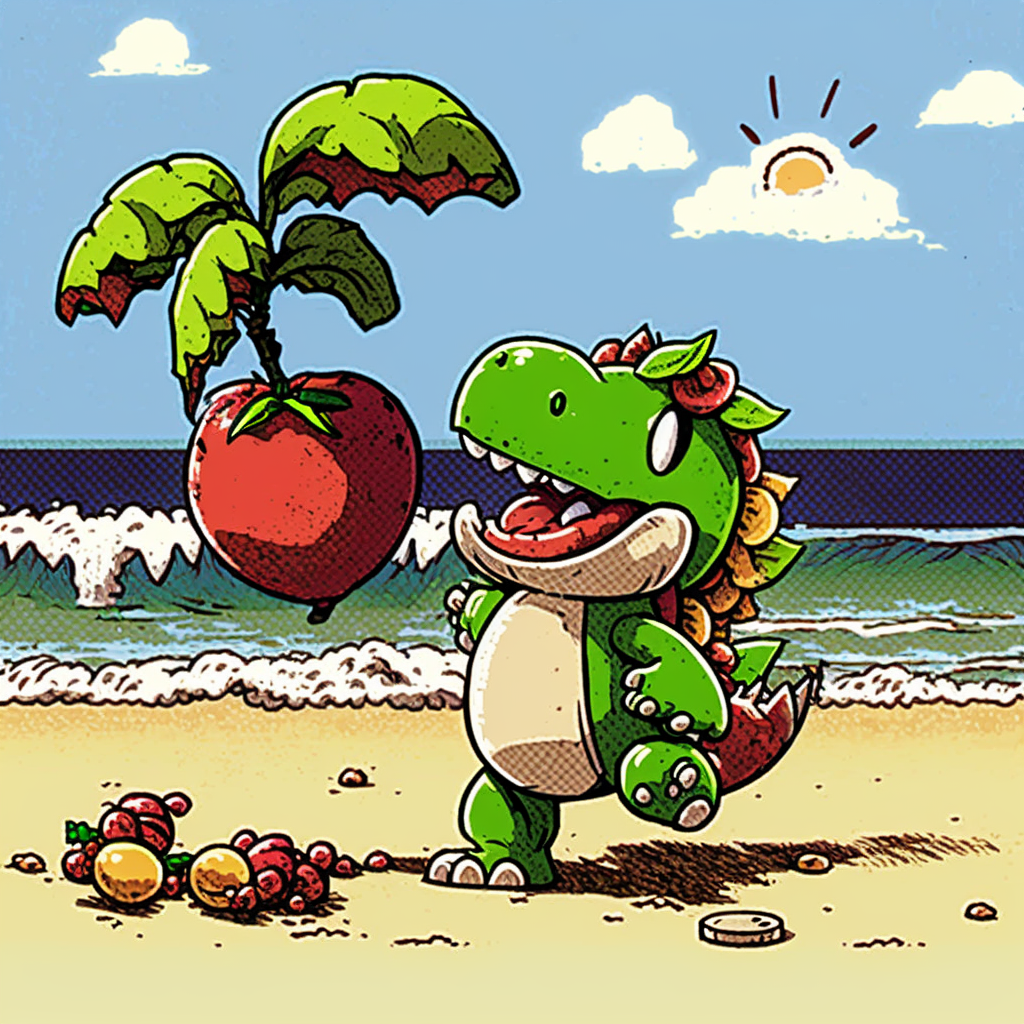
Midjourney puede crear personajes de cómic, como este pequeño dinosaurio.
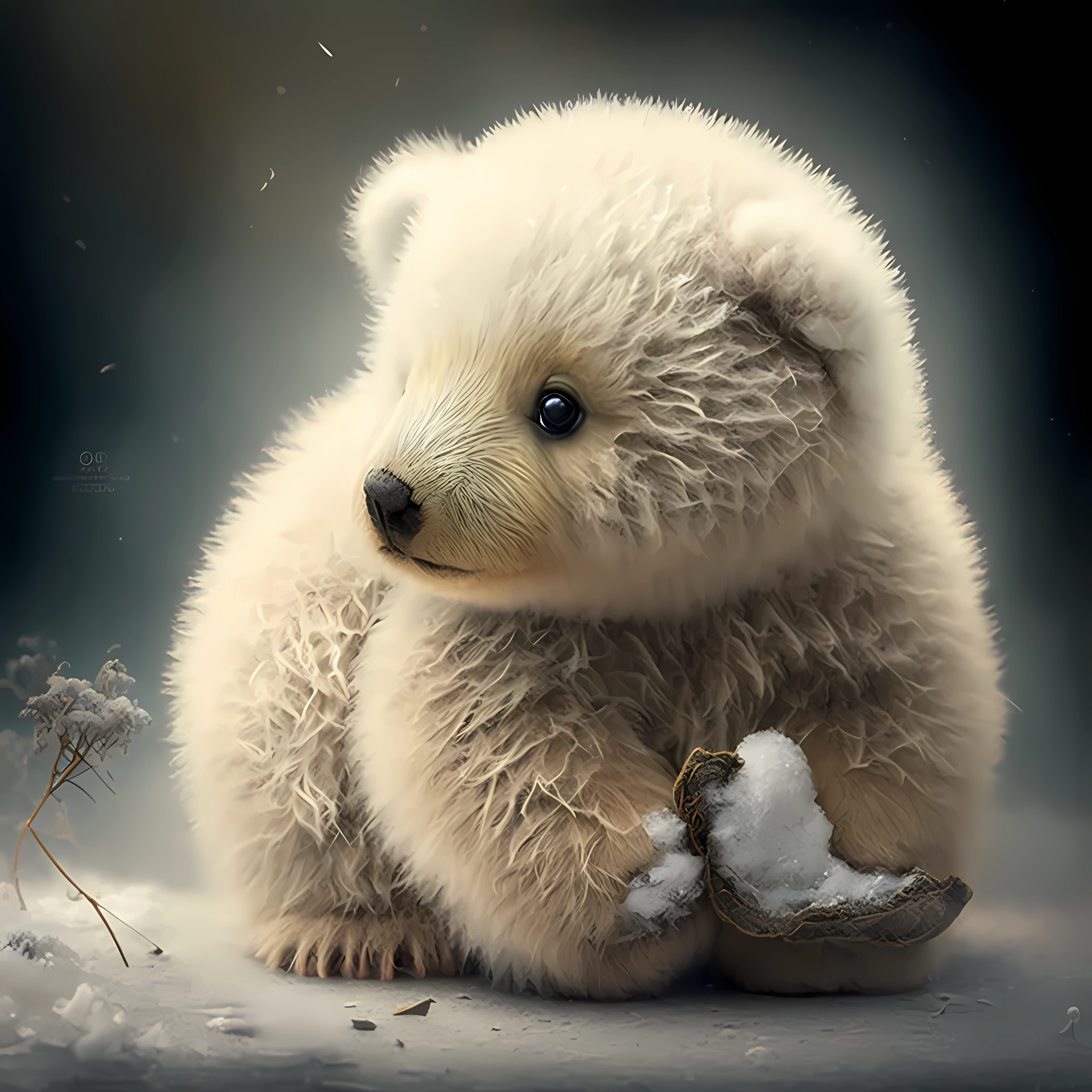
Midjourney puede crear imágenes de animales, como este cachorro de oso polar.
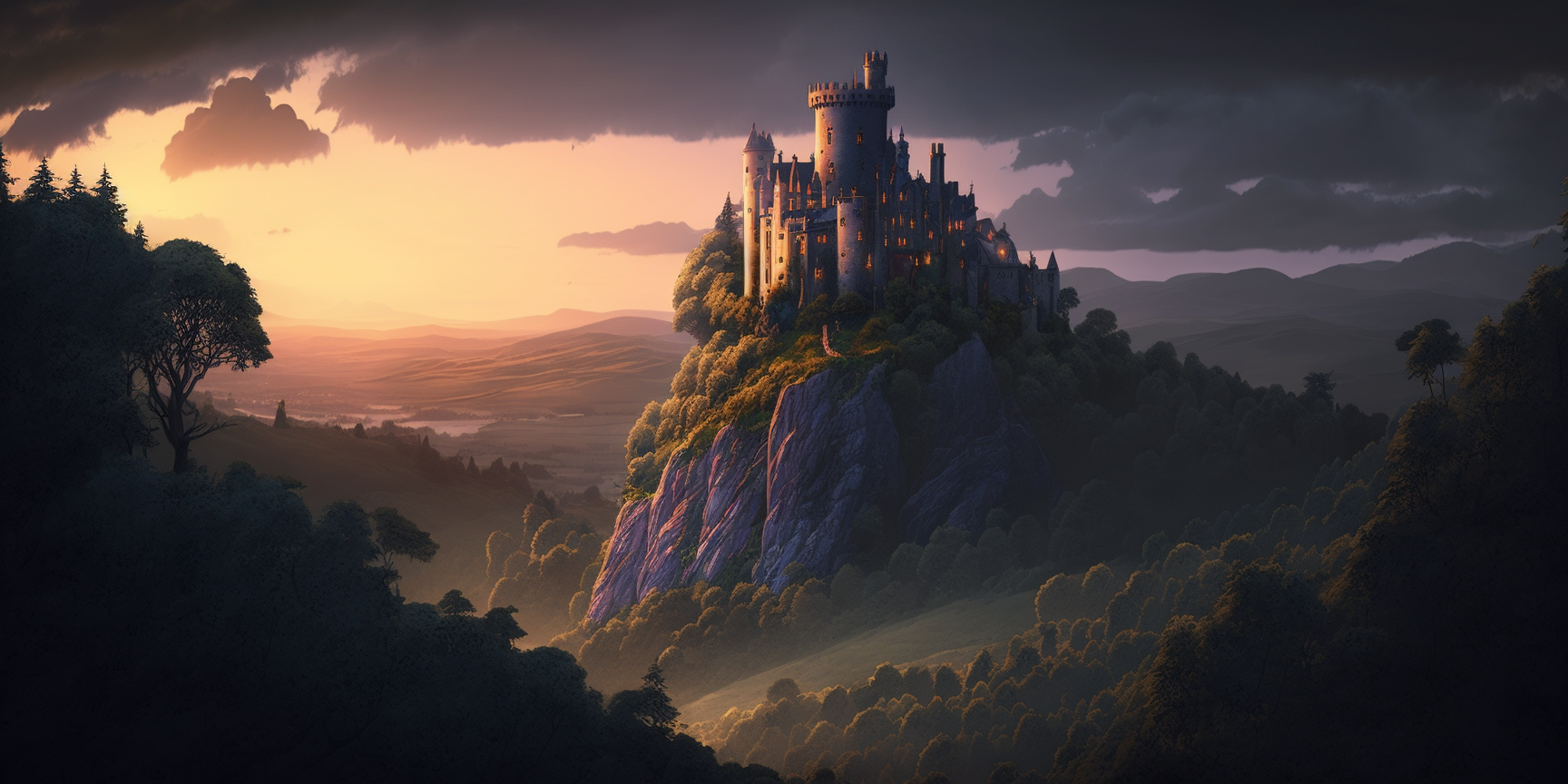
Midjourney puede crear imágenes de paisajes, por ejemplo, esta imagen panorámica de un castillo sobre una colina.
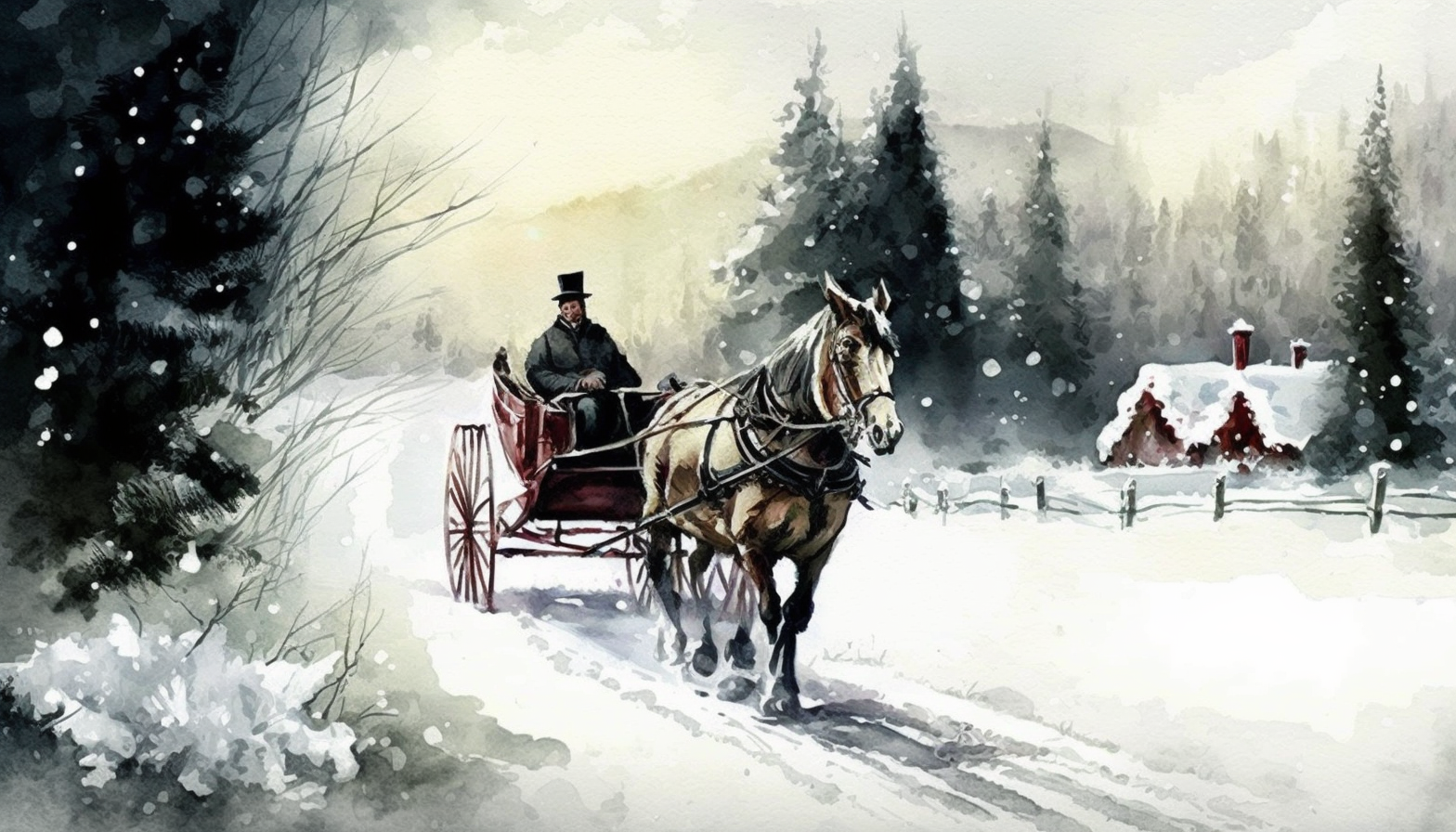
Midjourney puede utilizar diferentes estilos pictóricos, por ejemplo, una acuarela de un paseo en trineo.
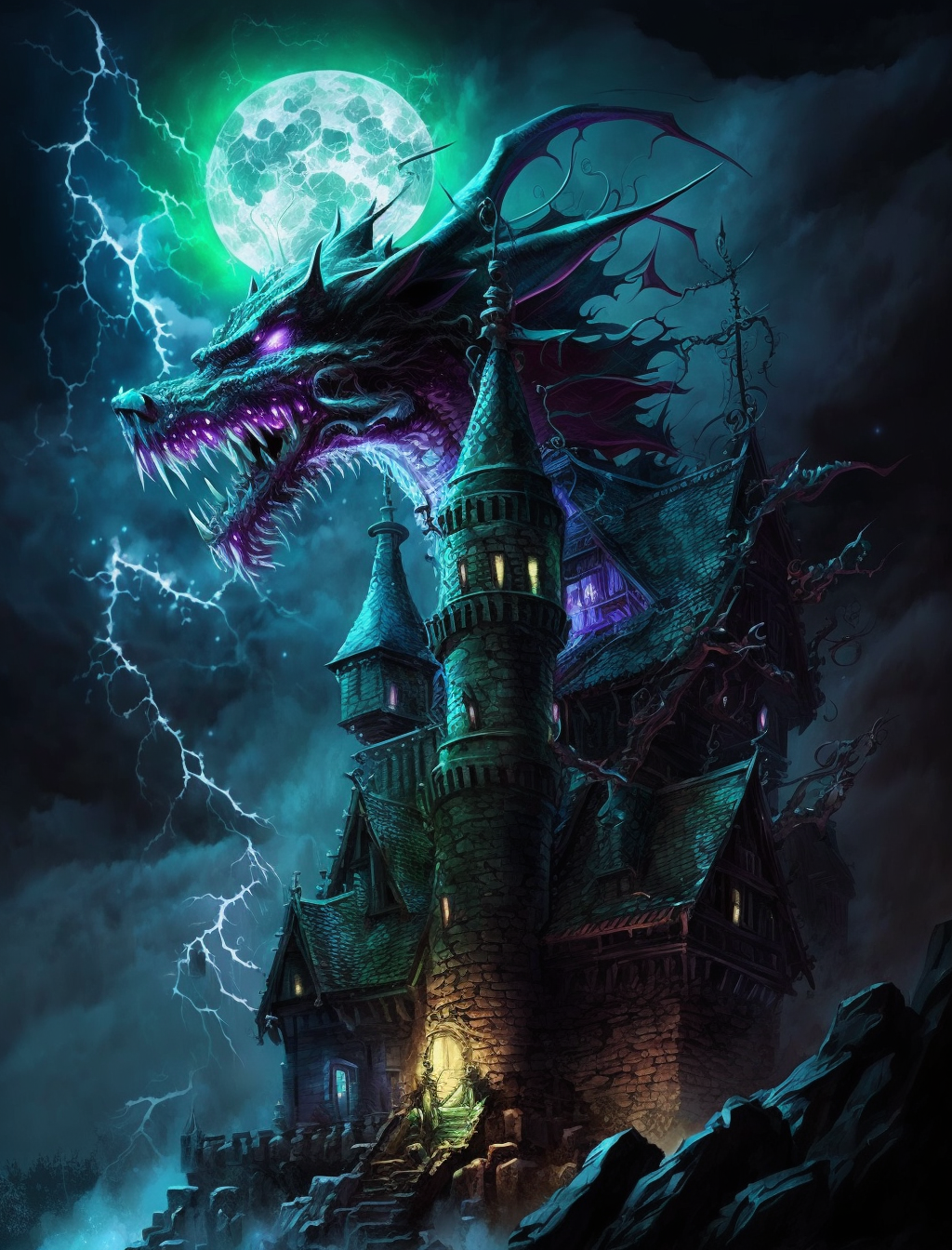
Midjourney puede generar imágenes con elementos de fantasía.